# Akademiska Föreningen

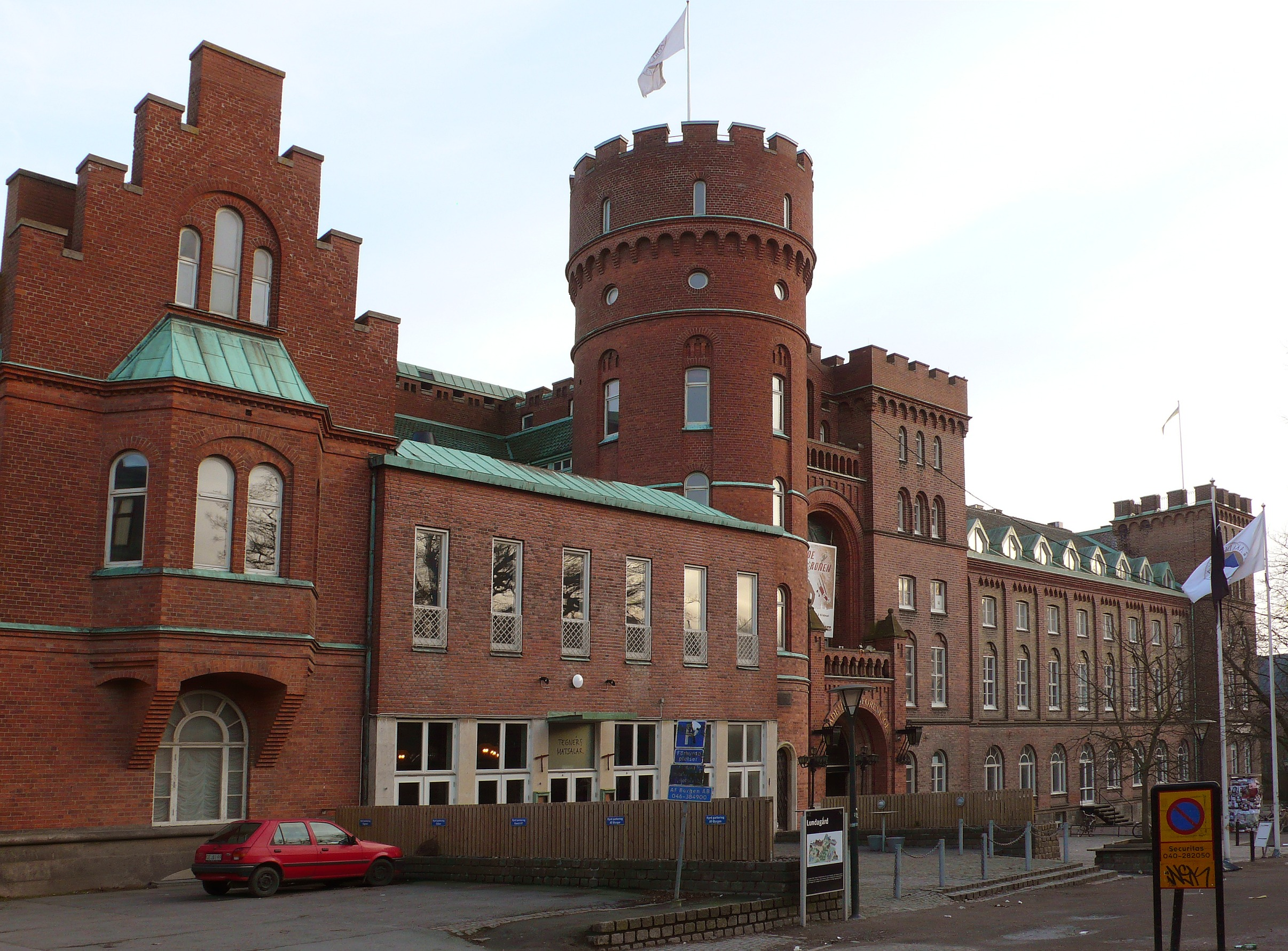
AF-Borgen

Akademiska Föreningen (AF) i Lund bildades 1830 av en krets av yngre universitetslärare. Drivande kraft bland dessa var professorn i botanik och praktisk ekonomi Carl Adolph Agardh. Akademiska föreningen är en av huvudpelarna i Lunds studentliv och har studentnationerna och studentkårerna som huvudmän.
Föreningens syfte är enligt dess stadgar att "utveckla och förädla det akademiska livet" genom att samla studenter och lärare av alla fakulteter och nationer inom en organisation. Detta uttrycks också i föreningens valspråk "coniuncta valent", vilket ungefär kan översättas med "det enade är starkt".
Den dåvarande universitetskanslern (1830) kronprins Oscar (senare Oscar I) skänkte 2000 riksdaler till Akademiska Föreningen och bidrog på så sätt aktivt till att föreningen kunde bildas. Därför är Oscars namnsdag den 1 december Akademiska Föreningens årsdag (även om man numera firar årsdagen på närmast liggande lördag).

## AF-borgen

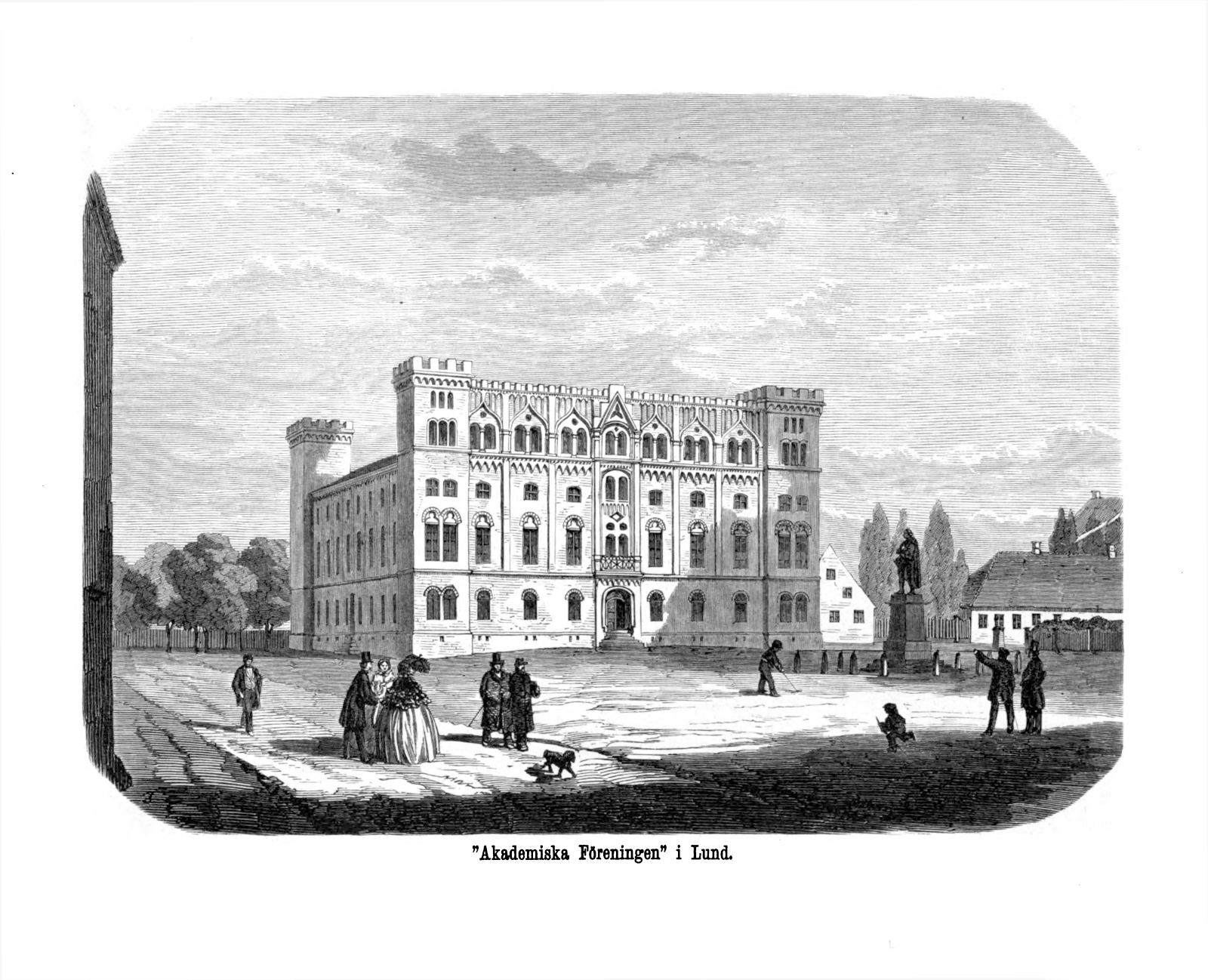
AF-borgen på en xylografi från 1866.

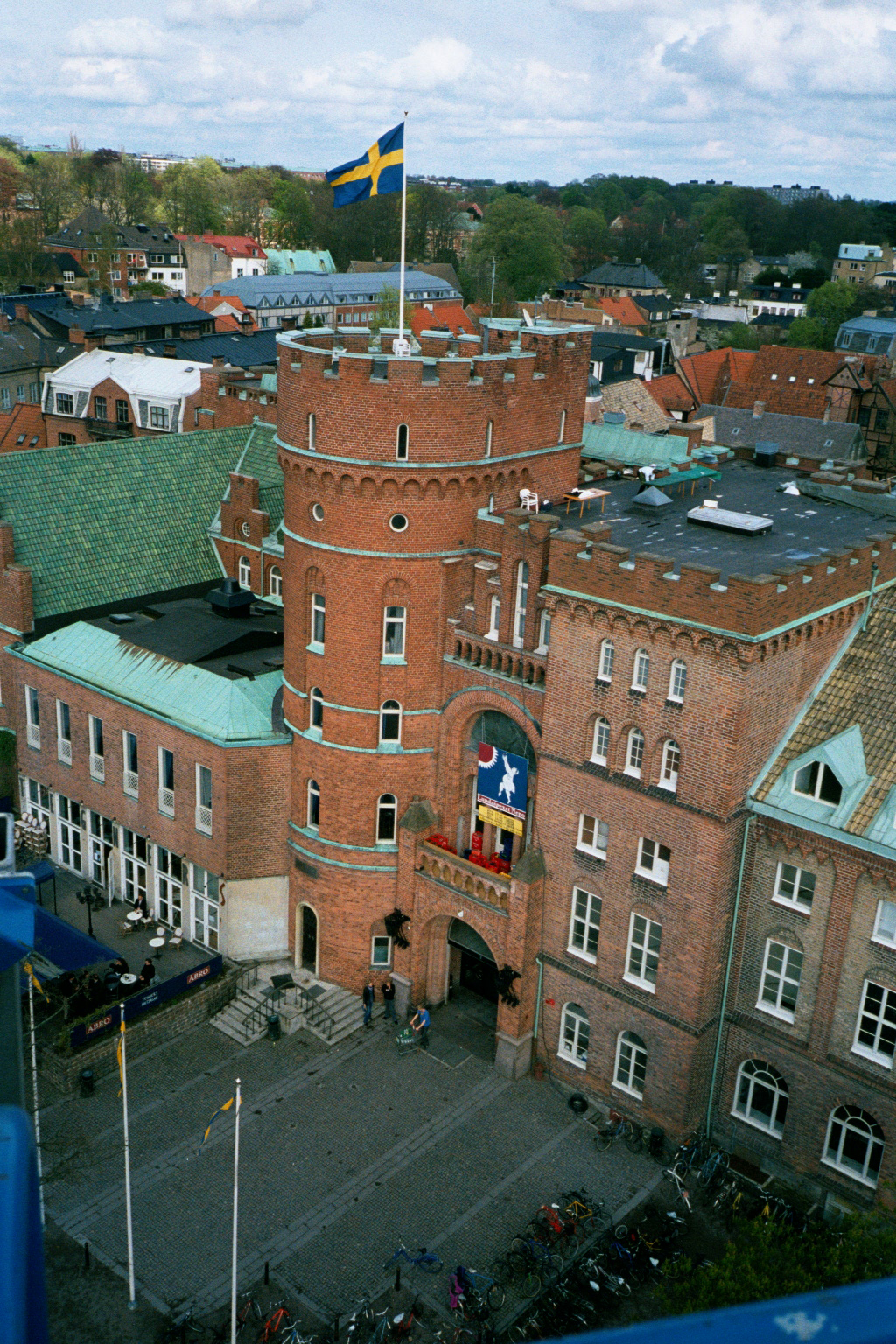
AF-borgen maj 2002 med reklam för lundaspexet Nero ovanför huvudingången.

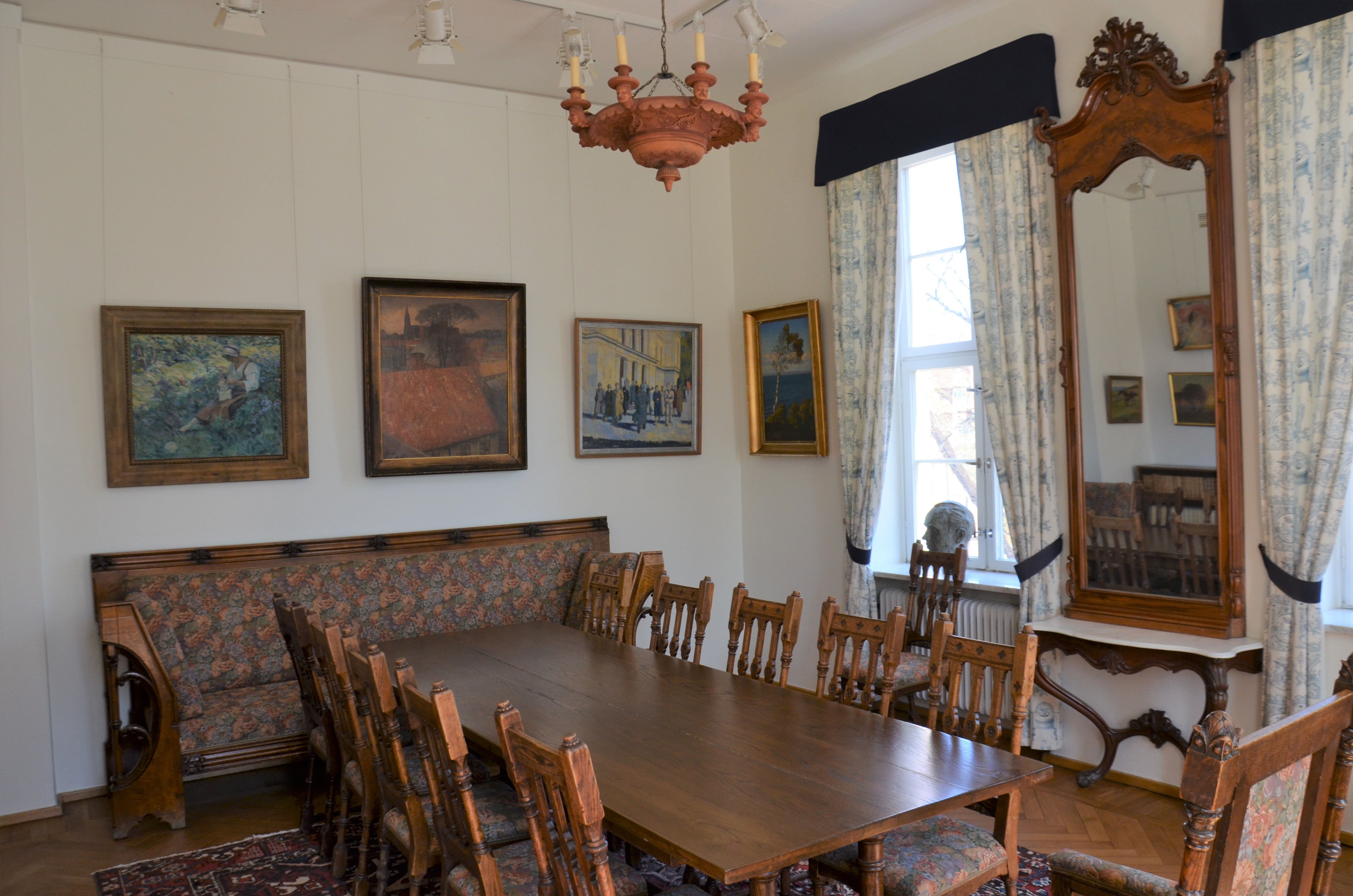
Zettervallrummet

Akademiska Föreningen är inrymd i den så kallade AF-borgen, vars äldsta delar uppfördes 1848-1851. Dess utseende av en borg har lett till smeknamn som "ynglingaborgen" med flera epitet.

## Verksamhet och utskott
Den verksamhet AF bedrivit sedan 1830 har av naturliga skäl varierat utifrån varje tids behov, intressen och önskemål, men olika former av kulturverksamhet går likväl som en röd tråd genom föreningens historia. I dagsläget bedriver AF primärt verksamhet genom sina elva utskott, vilka är:

### Akademiska Föreningens Arkiv & Studentmuseum
Arkivutskottet, som räknar sin upprinnelse till 1915, samlar handlingar och föremål från AF, nationer, kårer och en mängd enskilda studentföreningar. Härtill finns här särskilda samlingar av pressklipp, fotografier, litteratur med mera, allt med koppling till lundensiskt eller generellt svenskt studentliv.

### Boelspexarna
Boelspexarna, grundade 1994, är det ena av AF:s två spexutskott och kännetecknas av att den delen av ensemblen som står på scen endast utgörs av kvinnor.

### Klädkammaren
Klädkammaren tillvaratager och hyr ut dräkter från spex, teater och Lundakarnevalen

### Konstsamlingen
Utskottet förvaltar och förevisar AF:s omfattande konstsamling, uppbyggd med början i mitten av 1800-talet. I samlingen ingår verk av bland annat Marcus Larson, David Klöcker Ehrenstrahl, Isaac Grünewald, Anders Trulson och Ola Billgren samt ett stort antal porträtt föreställande olika lundaakademiker.

### Lundaspexarna
Lundaspexarna är AF:s äldsta spexutskott och brukar räkna sin upprinnelse till premiären av spexet Gerda 1886. Lundaspexarna har, i enlighet med spexgenrens ursprungliga tradition, endast manliga agerande på scenen.

### Lunds Studentteater
Lunds Studentteater (LUST) är en amatörteaterensemble som årligen sätter upp två större dramaproduktioner och därutöver arrangerar teatercaféer och olika kurser. Teaterverksamhet har förekommit i olika former på AF sedan 1800-talets mitt, men det nuvarande teaterutskottet räknar sin formella start till 1981.

### Ordkonst
Ordkonst är AF:s litterära utskott och arrangerar bland annat skrivarcirklar samt ger ut en tidskrift med samma namn som utskottet flera gånger per termin.

### Marskalkeriet
Marskalkeriet är ett utskott som leds av AF:s övermarskalk. Utskottet skall ansvara för planering och genomförande av föreningens fester och middagar. I realiteten ansvarar marskalkeriet framförallt för Akademiska Föreningens firande av de lundensiska och studentikosa högtiderna Siste April och Siste November.

### Radio AF
Radio AF är AF:s utskott för radio- och ljudproduktion. Tidigare var kanalen engagerad i närradiosändningar men nu är den helt internetbaserad. Utskottet började sin verksamhet 1982 under namnet Radio LSAF (Lunds Studentkår Akademiska Föreningen) och är därmed en av Sveriges äldsta närradiostationer.

### Studentaftonutskottet
Studentaftonutskottet (ofta förkortat SAU) arrangerar sedan 1905 föredrag, debatter och diskussioner med aktuella och intressanta personer inom allt från politik och vetenskap till litteratur och film.

### Studentinfo
Studentinfo är AF:s informationsutskott. Det har verkat sedan 1994 från varierande lokaler i AF-borgens foajé, och har sex studenter under en av AF:s överstyrelse förtroendevald förman med uppgift att informera studenter och allmänhet om Lunds studentliv. Utöver ren informationsverksamhet bedriver Studentinfo även biljettförsäljning till scenföreställningar (spex, teater) och andra studentevenemang.
Studentinfo har också ett organiserat samarbete med Lunds kommun, vilket innebär att man har "medborgarkontorsliknande uppgifter" och att personalen erhåller utbildning i kommunla frågor. Även med Lunds universitet finns ett samarbete och det är bland annat Studentinfo som saluför universitetets profilprodukter. Såväl universitet som kommun bidrager också till att finansiera utskottets verksamhet.

### Tidigare utskott
Bland tidigare, icke längre verksamma utskott märks bland annat IT-utskottet Inter-AF, Athenutskottet (nedlagt den 1 juli 2009) och den lokala TV-stationen Steve (lagd i malpåse 2013).

### Övriga verksamheter
Akademiska Föreningen fungerar även som ett samlingsorgan för ett 20-tal studentföreningar. Föreningarna är självständiga och drivs av studenter för studenter. Dessa är viktiga för AF då de bidrar till ett unikt utbud av aktiviteter för Lunds studenter. AF har så kallade "erkända studentföreningar" samt "samarbetsföreningar" knutna till sig. 
Härutöver förvaltar AF Studentgården i Skanör och ett stort antal stipendier. Föreningens hus sedan 1851, AF-borgen, förvaltas i dag genom ett av föreningen helägt dotterbolag medan de studentbostäder som AF med början under 1940-talet lät uppföra sedan 1981 förvaltas av den juridiskt fristående Stiftelsen AF Bostäder (AFB). Genom ett särskilt utskott inom AF förvaltas också det så kallade Nasoteket.

## Ordförande för Akademiska Föreningen

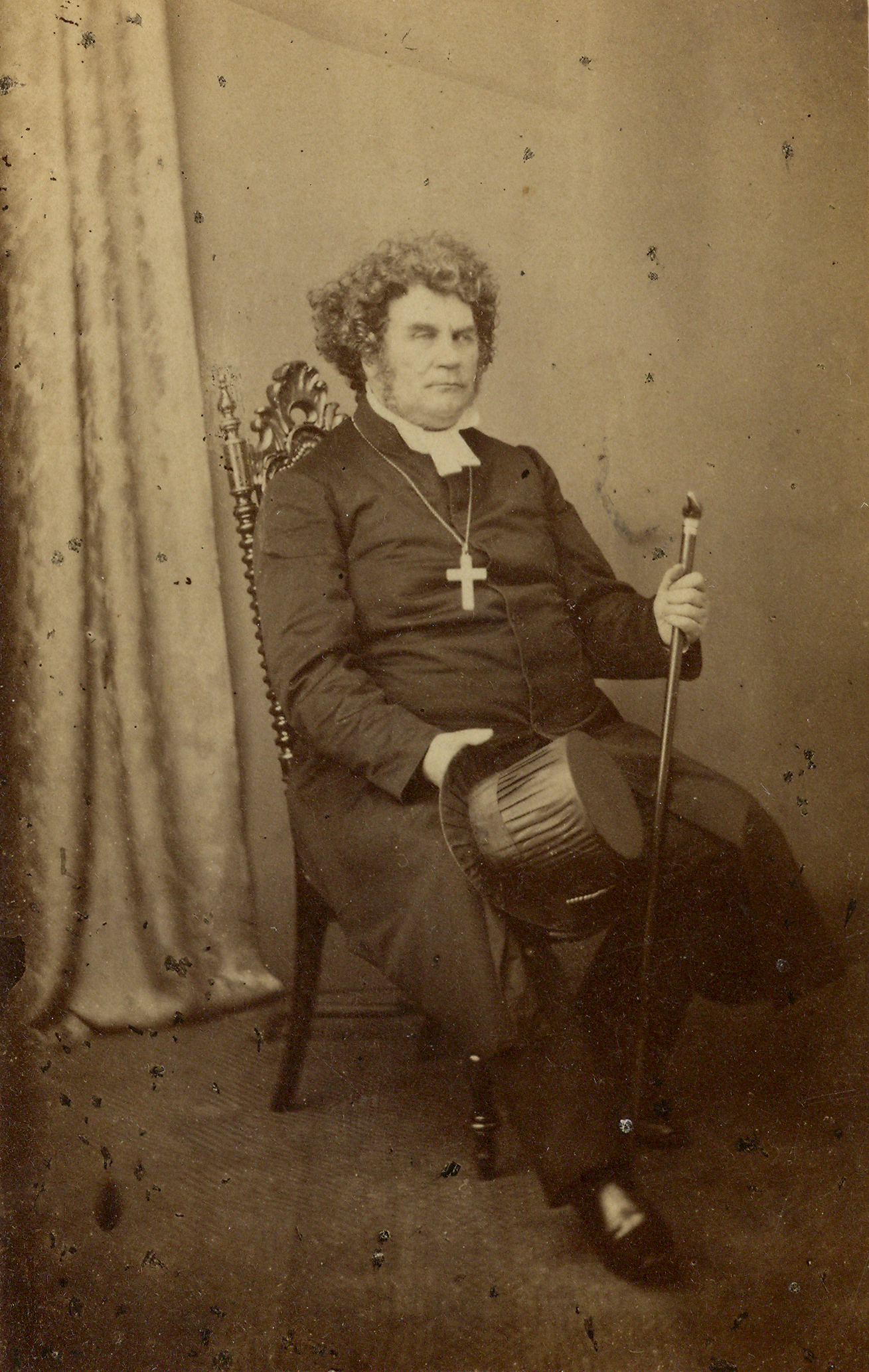
Johan Henrik Thomander, ordförande 1830-31.

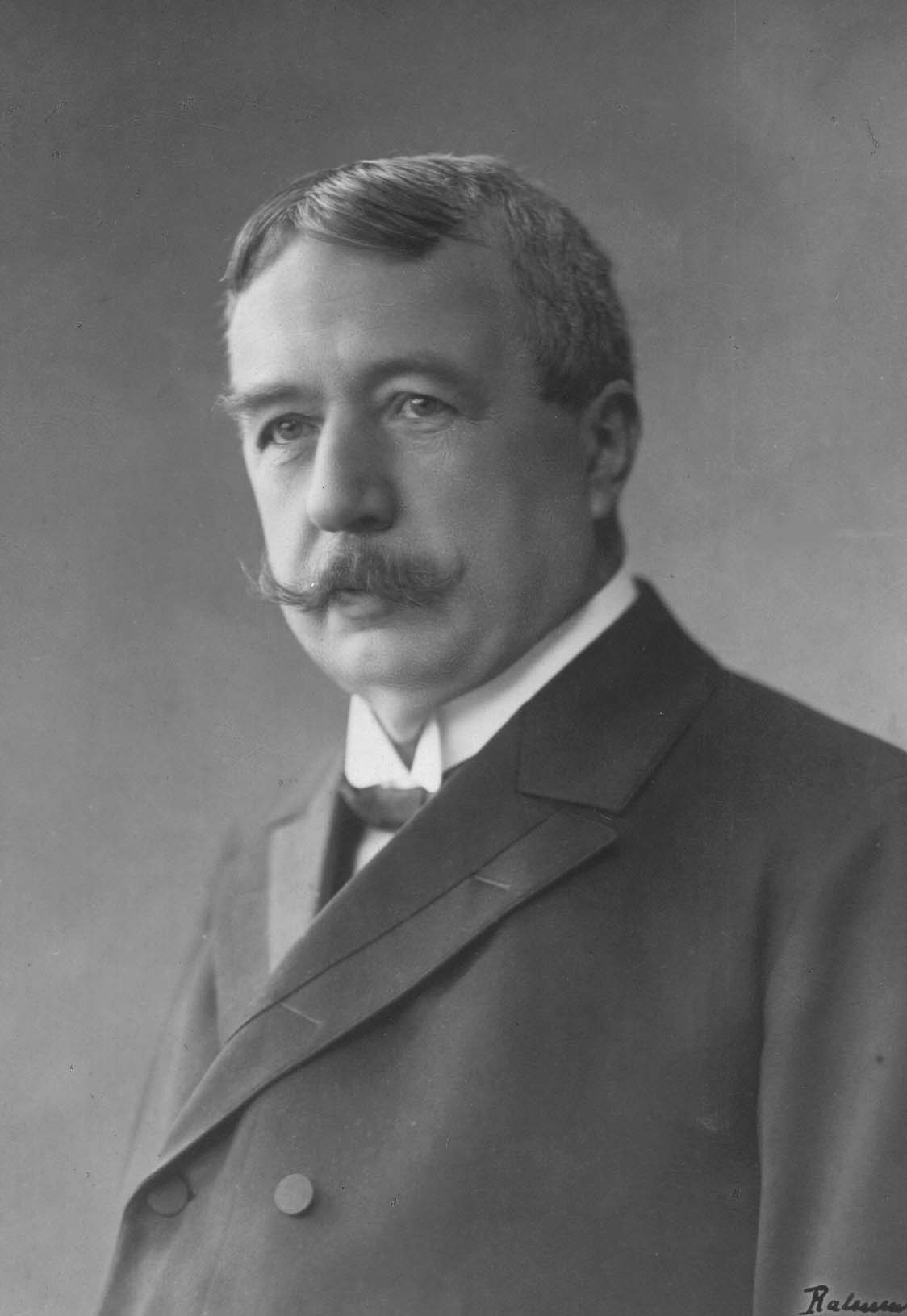
Nils Flensburg, ordförande 1911-18.

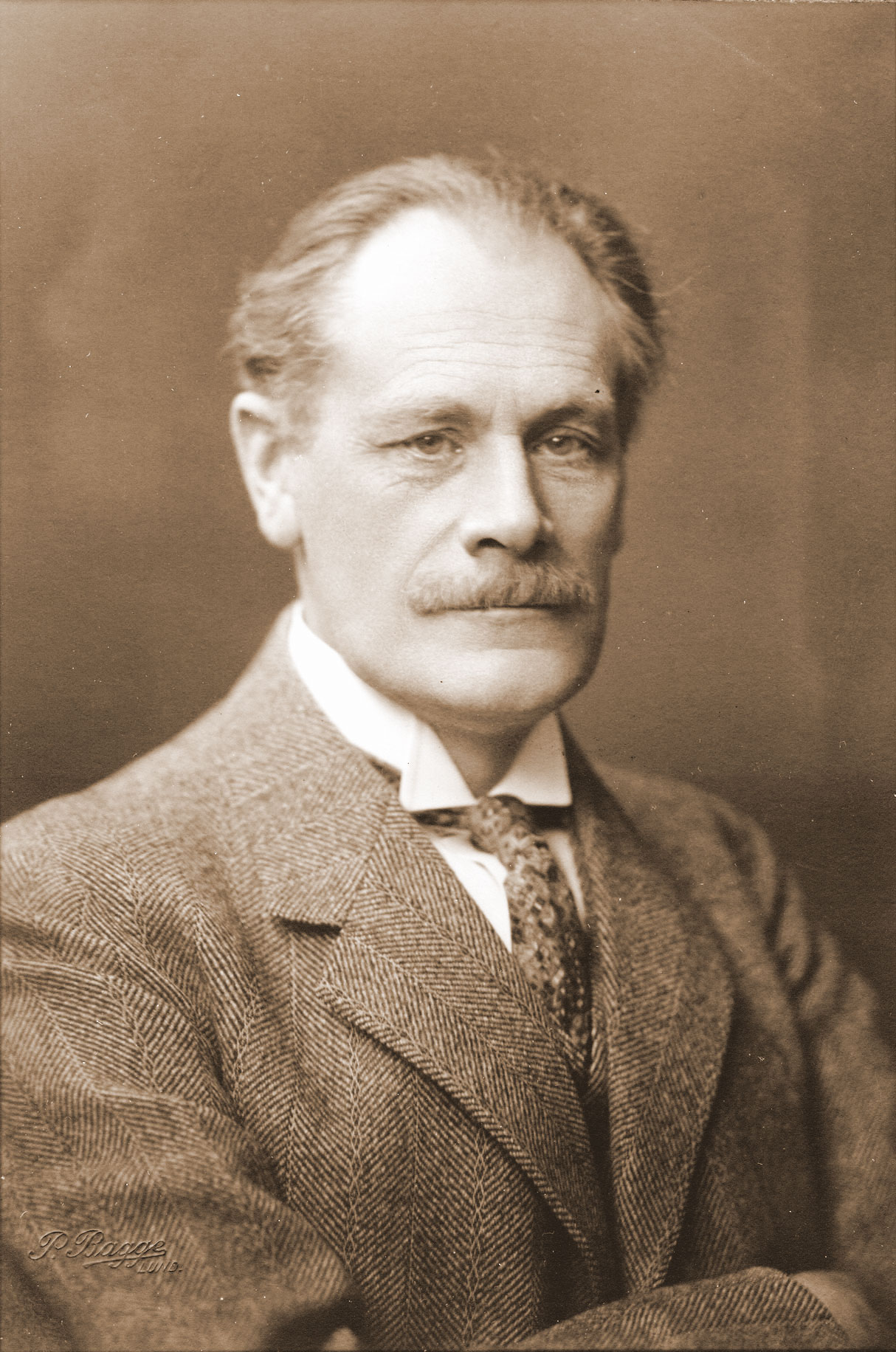
Lauritz Weibull, ordförande 1927-38.

De angivna titlarna är i huvudsak de personerna hade vid sitt tillträde eller under merparten av sin tid som ordförande. Vice ordförande i Akadmiska Föreningen har varit ordföranden i Lunds studentkår.
- 1830–1831 – Johan Henrik Thomander, docent i teologi, senare professor i pastoralteologi och biskop
- 1831–1832 – Nils Otto Ahnfelt, docent i dogmatik och kyrkohistoria, även naturforskare
- 1832–1854 – Nils Henrik Lovén, professor i teoretisk medicin och rättsmedicin (från 1847)
- 1854–1859 – Christian Naumann, professor i stats- och processrätt
- 1859–1860 – Johan Gustaf Ek, professor i romersk vältalighet och poesi
- 1860 – Jacob Georg Agardh, professor i botanik
- 1860–1868 – Gustaf Ljunggren, professor i estetik
- 1868-1872 - Theodor Wisén, professor i nordiska språk
- 1872–1882 – Claes Theodor Odhner, professor i historia
- 1882–1888 – Carl Fabian Björling, professor i matematik
- 1888–1900 – Martin Weibull, professor i historia
- 1900–1904 – John Ask, professor i juridik
- 1904–1908 – David Bergendal, professor i zoologi
- 1908–1911 – Claes Lindskog, professor i grekiska
- 1911–1918 – Nils Flensburg, professor i sanskrit
- 1918–1924 – Axel Moberg, professor i österländska språk
- 1924–1927 – Sigfrid Wallengren, professor i statskunskap och statistik
- 1927–1938 – Lauritz Weibull, professor i historia
- 1938–1945 – Assar Hadding, professor i geologi och mineralogi
- 1945–1953 – Åke Petzäll, professor i filosofi
- 1953–1961 – Karl Gustav Ljunggren, professor i svenska språket
- 1961–1966 – Holger Arbman, professor i nordisk och jämförande fornkunskap
- 1966–1974 – Martin Weibull, universitetslektor i statistik
- 1975–1977 – Sverker Oredsson, docent (senare professor) i historia, kommunalråd
- 1977–1983 – Hampus Lyttkens, professor i religionsfilosofi
- 1983–1988 – Kjell Åke Modéer, professor i rättshistoria
- 1988–1992 – Björn Lindquist, universitetslektor i handelsrätt
- 1992–1998 – Stig Persson, docent i kardiologi
- 1998–2003 – Per Andersson, VD (senare styrelseordförande) för SwitchCore
- 2003–2004 – Inger Larsson, kommunikatör
- 2004–2010 – Olof Jarlman, docent i radiologi
- 2010–2023 Eva Leire, universitetslektor i miljö- och energisystem
- 2023 - Johan Stenfeldt, universitetslektor i historia